# 抱嶷
抱 嶷（ほう ぎょく、生没年不詳）は、北魏の宦官。字は道徳。本貫は安定郡石唐県。

## 経歴
一族の祖の杞匡は、後漢霊帝のときの安定郡太守で、董卓のときに処断を恐れて抱氏に改めたという。抱嶷が幼い頃、抱氏の一族は隴東郡の張乾王の反乱に加担した。張乾王が敗れると、抱嶷の父の抱睹生は逃亡し、抱嶷は母と取り残されて、都の平城に身柄を移され、去勢されて宦官となった。慎重で細心な性格で、後に実直な態度を買われて抜擢され、中常侍・安西将軍・中曹侍御・尚書に累進し、安定公の爵位を受けた。
孝文帝や文明太后に気に入られ、尚書・領中曹のまま殿中侍御となり、宿衛を統轄した。まもなく散騎常侍の位を加えられた。孝文帝や太后が遊幸に出るたびに、抱嶷は車駕を引く馬に乗って従った。太后の計らいで父の抱睹生と皇信堂で再会した。488年（太和12年）、尚書・領中曹・侍御のまま都曹に転じ、侍中・祭酒の任を加えられた。492年（太和16年）、爵位を侯に降格された。まもなく父が死去すると、孝文帝による贈官と慰労を受け、大長秋卿の任を加えられた。抱嶷は老病を理由に外任を求め、鎮西将軍・涇州刺史に任じられ、右光禄大夫の位を加えられた。495年（太和19年）、洛陽に召還され、刺史のまま南征に参加し、孝文帝の側近に侍従した。南征軍が帰還すると、抱嶷は涇州に戻った。抱嶷の涇州統治は旧法に従っており、新制を用いることがなかった。数年後、涇州で死去した。
抱嶷は生前に従弟の抱老寿を後嗣として立てていたが、また別に太師の馮熙の子の次興を養子に迎えており、抱嶷の死後に2人は跡目を巡って争った。抱嶷の妻の張氏の推す次興が勝訴して、いったん後嗣と決まったが、老寿がまたも提訴して、最終的に爵位を嗣いだ。次興は馮氏の本家に帰った。老寿は積射将軍となったが、酒色におぼれて醜聞を起こし、御史中尉の王献の弾劾を受けて免官され、爵位を剥奪された。

## 伝記資料
- 『魏書』巻94 列伝第82
- 『北史』巻92 列伝第80